# Alexandra Hilverth
Alexandra Hilverth (* 1960 in Bratislava) ist eine österreichische Schauspielerin, Kunstmanagerin und ehemalige Ö3-Moderatorin.

## Leben
Nach der Matura studierte Alexandra Hilverth  am Mozarteum in Salzburg Schauspiel und Regie.
Theaterengagements führten sie unter anderem zu den Salzburger Festspielen, an das Schauspielhaus Düsseldorf, an das Volkstheater Wien und an das Theater in der Josefstadt. Sie arbeitete mit Regisseuren wie Peter Pallitsch, Roberto Ciulli, Karin Brandauer und auch mit Michael Haneke, in dessen Inszenierung von Goethes Stella Alexandra Hilverth die Titelrolle spielte. Von 1986 bis 1998 war sie im ORF tätig, unter anderem als Ö3-Moderatorin.
Von 2007 bis 2011 leitete sie die Abteilung Sponsoring und Fundraising in der Wiener Albertina sowie die International Friends of Albertina. Ab 2012 war sie an der Wiener Staatsoper für Sponsoring und Fundraising sowie die International Friends of the Vienna State Opera verantwortlich.

## Filmografie (Auswahl)
- 1986: Tatort: Wir werden ihn Mischa nennen
- 1986: Ein Leben ohne Geländer
- 1990: Sidonie
- 1993: Der Fall Lucona
- 1994: Der Salzbaron
- 1994–2002: Kommissar Rex (Fernsehserie, drei Episoden)
- 1996–1998: Tohuwabohu
- 1998–2000: Kaisermühlen Blues (Fernsehserie, zwei Episoden)
- 2002: Sinan Toprak ist der Unbestechliche – Der dreifache Salamander
- 2006: Klimt
- 2008: Zwei Weihnachtsmänner
- 2009: Oben ohne – Du heilige Nacht
- 2016: Vorstadtweiber